# Chandris

Das Logo der Hotelkette

Chandris ist eine griechische Reederei (mit Geschäftssitz in London) und eine Hotelkette.

## Geschichte
Die Reederei wurde 1915 von John D. Chandris aus Chios gegründet. 1922 erfolgte der Einstieg in die Passagierschifffahrt. 1973 wurden die ersten Chandris-Hotels eröffnet. In den 1980er-Jahren wurde das Kreuzfahrtgeschäft in die Gesellschaften Fantasy-Cruises und Celebrity Cruises ausgelagert. Letztere verlegte ihren Sitz nach Miami und fusionierte später mit der Royal Caribbean Cruise Line, an der seitdem Chandris Minderheitsaktionär ist. Celebrity Cruises ist als Marke erhalten geblieben und fährt weiterhin unter dem Chandris-Logo mit dem charakteristischen X.

## Ehemalige Linienschiffe
- Atlantis
- Australis / Italis
- Britanis
- Brittany
- Ellinis
- Patris
- Queen Frederica

## Ehemalige Kreuzfahrtschiffe

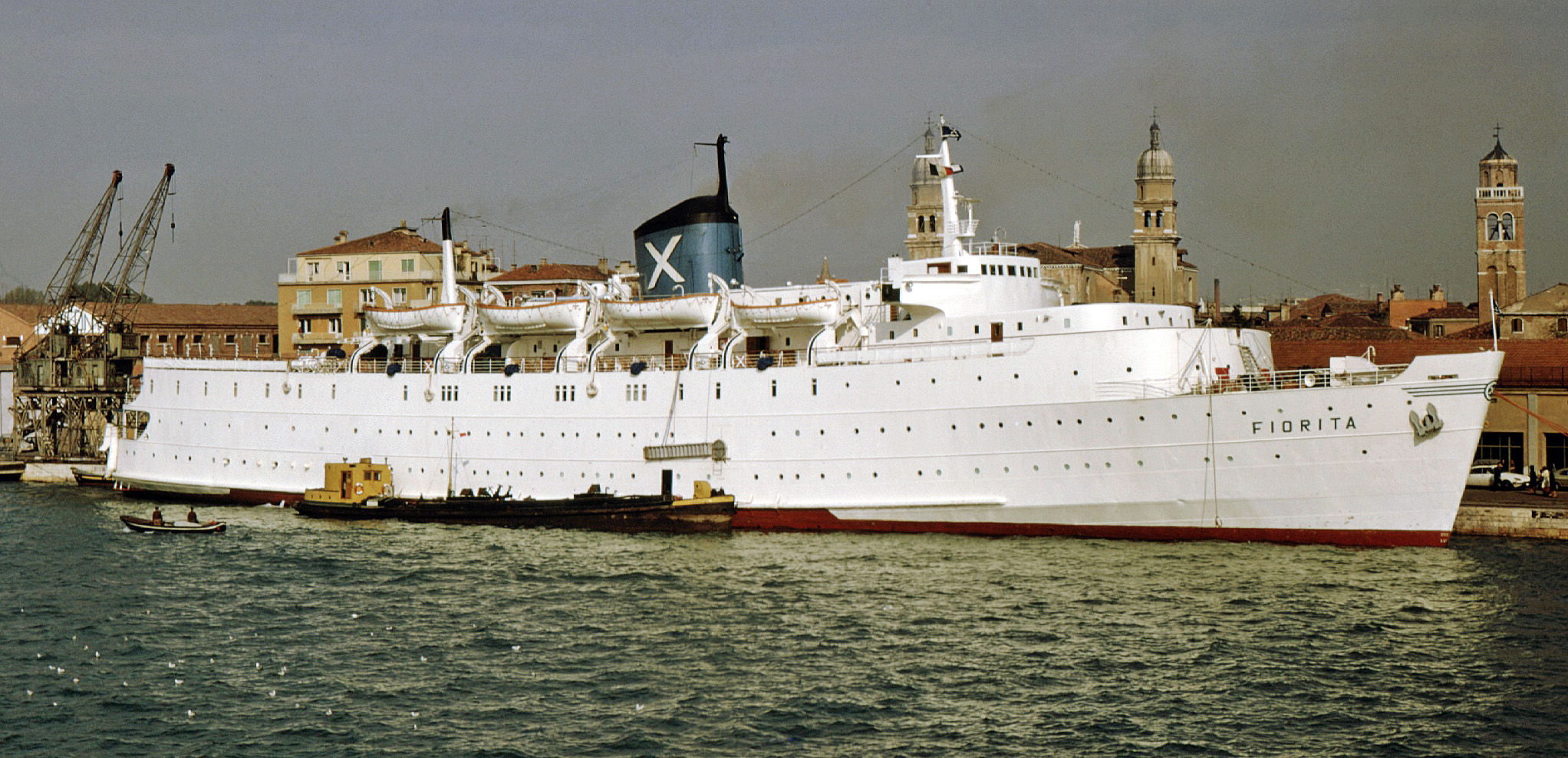
Die Fiorita 1972 in Venedig

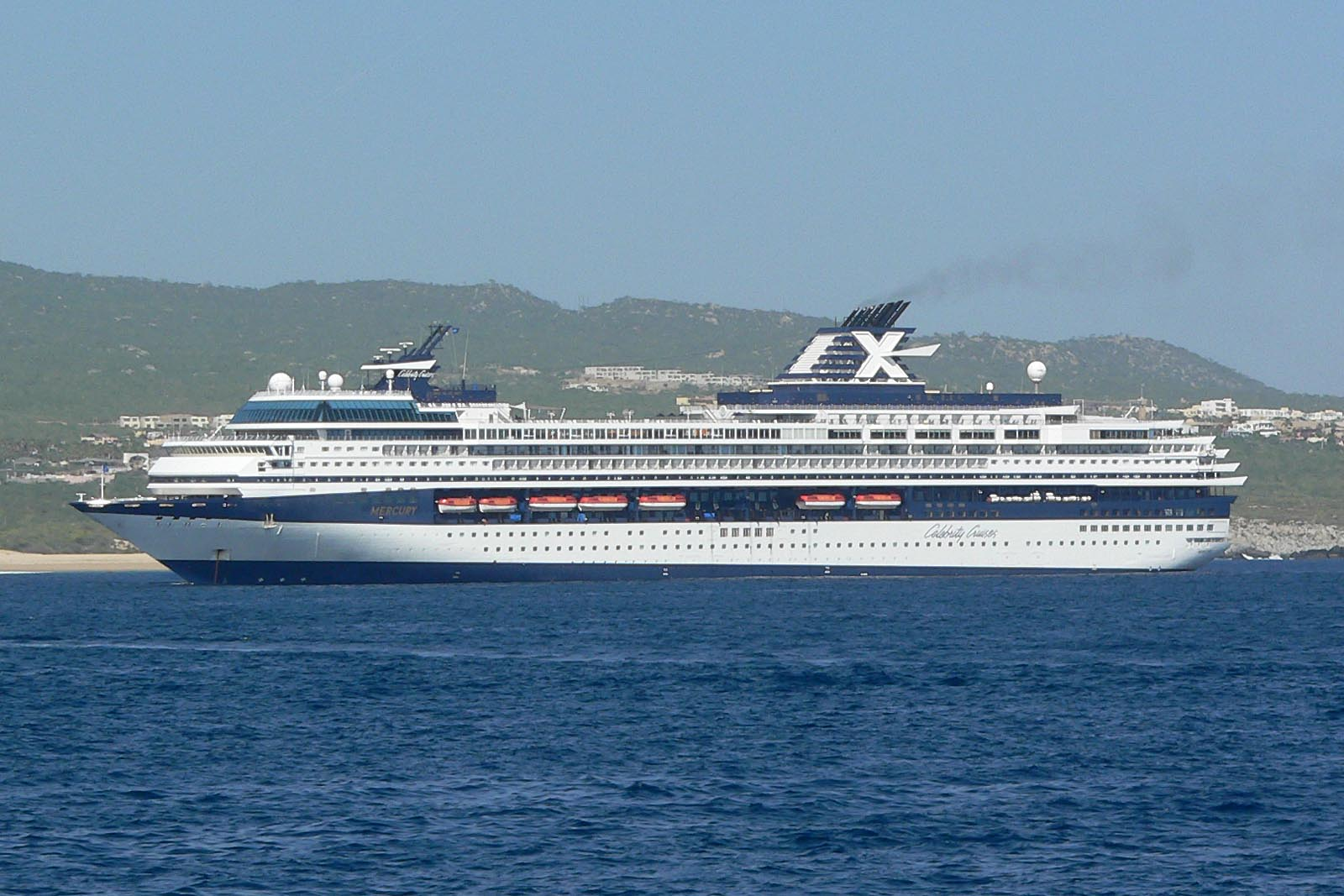
Die Mercury von Celebrity Cruises

Spätere Schiffe siehe Celebrity Cruises
- Carina
- Fantasia
- Fiesta
- Fiorita
- Galileo
- Regina
- Regina Magna
- Romanza
- Victoria
- Amerikanis